# Jacobus Waltheri Güthræus
Jacobus Waltheri Güthræus (James Walter Guthrie), född 11 oktober 1602  i Montrose, Skottland, död 20 juni 1661 i Stora Tuna, var en svensk präst och riksdagsman.

## Biografi
Jacobus Waltheri Güthræus var av borgarsläkt såsom son till skottarna Walter Guthrie och Agneta Griege, vilka flyttade till Sverige med sin son. Han hamnade mycket ung i Hedemora för att där fostras till köpman av en annan skotte, men önskade själv studera och fick hjälp därtill av prosten. 1623 placerades han, något överårig, vid Västerås gymnasium och prästvigdes två år därefter. Redan 1632 blev han magister vid Uppsala universitet. Efter en resa till Skottland, tillträdde han posten som logiklektor och rektor för Västerås gymnasium där han sedan blev poenitentiarius publicus och lektor i grekiska. År 1638 blev han kyrkoherde i Sala socken och kontraktsprost, och tio år senare kyrkoherde i Stora Tuna.
Han var fullmäktig vid riksdagarna 1638 och 1650.
Güthræus var gift med en dotter till Johannes Olai Anthelius och Margareta Grubb. Dottern Margareta blev farmor till ärkebiskop Samuel Troilius.